# Mar de morros

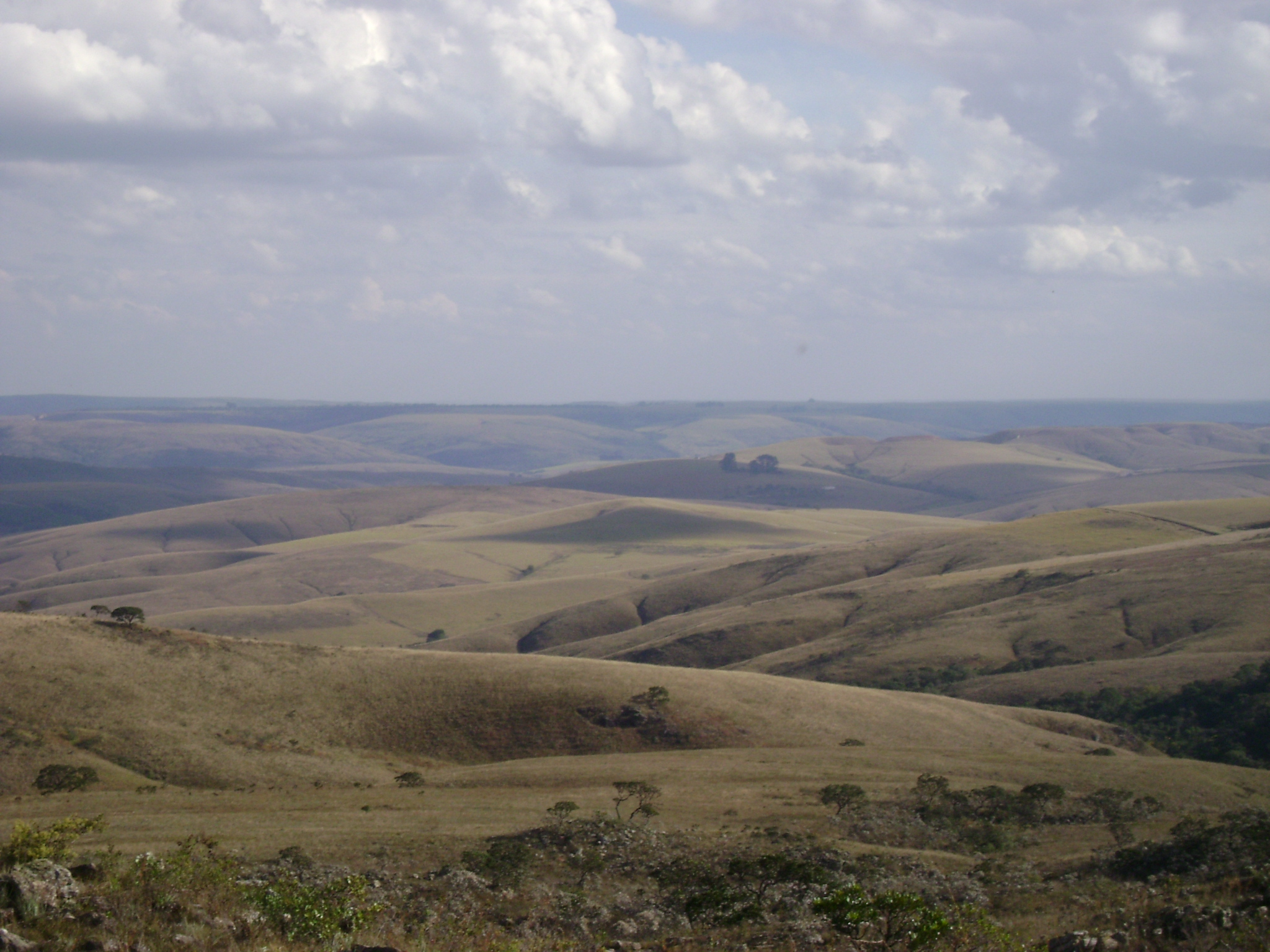
Mares de morros em Araxá, Minas Gerais.

Mar de morros ou Mares de morro é uma denominação criada pelo geógrafo francês Pierre Deffontaines e consagrada pelo geógrafo brasileiro Aziz Ab'Saber, que se utilizou dessa expressão para designar o relevo das colinas dissecadas do Planalto Atlântico (Serra Geral).
Diz-se, também, que esse relevo é formado de “meias-laranjas”, devido ao formato arredondado dos morros ao seu redor. Fala-se, ainda, em “relevo mamelonar”.
Apesar de, conforme a classificação de táxons de Jurandyr Ross o Mar de Morros confundir-se com o Táxon 1 (Planalto Atlântico), as feições de Mar de Morro só podem ser percebidas em Táxon 2 e 3, ou seja, percebidas a olho nu ou em voos baixos.
Sendo um dos domínios morfoclimáticos classificados por Aziz Ab'Saber, os morros (colinas intermontanas) são consideradas feições convexas, fato que cria a suspeita de serem produtos de uma alternância entre pedimentação e mamelonização.